# 톰 레우베니
톰 레우베니(히브리어: תום ראובני,‎ 2000년 6월 12일~)는 이스라엘의 요트 선수이다. 2024년 하계 올림픽에서 남자 윈드서핑 경기 금메달을 획득했다.

## 경력
라마트간에서 태어났으며 아버지인 로넨은 운동생리학자이며 어머니인 케이트는 하이 테크 연구원이다. 어린 시절에 자전거, 수영, 테니스, 서핑 등 여러 운동을 접했으며 요트를 선택했다.
2017년 이스라엘 국가대표로 발탁되었고 2019년에 토르볼레에서 열린 세계 주니어 선수권 대회에서 우승했으며 2020년 소렌토에서 열린 세계 주니어 선수권 대회에서도 우승했다.
2024년 8월 프랑스 파리에서 열린 2024년 하계 올림픽에 참가했으며 남자 윈드서핑 종목에서 오스트레일리아의 그레이 모리스, 네덜란드의 뤽 판 옵제일란트을 꺾고 금메달을 획득했다.